# 菱サ・ビルウェア
株式会社菱サ・ビルウェア（りょうサ・ビルウェア、RYO-SA BUILWARE Co., Ltd.）は、東京都豊島区に本社を置く三菱電機グループの建物管理会社。
三菱電機ビルソリューションズの完全子会社で、社名の「菱サ」は三菱電機ビルソリューションズの初代社名「菱電サービス」の略称。
ビル運営管理・マンション管理・リフォームを事業としており、2013年3月時点のマンション管理戸数は1万9,063戸（保証委託契約対象物件：1万6,471戸）。

## 沿革
- 1958年 - 菱電サービス（当時）の関連会社・菱興工事株式会社として創立
- 1986年 - 株式会社菱サ・ビルウェアに商号変更
- 1986年 - 建物総合管理業務を開始
- 1995年 - 資本金を1億円に増資
- 2001年 - 札幌営業所を分社
- 2002年 - 広島支店・北陸支店・福岡営業所・高松営業所を分社
- 2003年 - 資本金を1億1,000万円に増資
- 2004年 - ISO 9001:2000を取得
- 2023年 - 国土交通省近畿地方整備局長からマンション管理適正化法に基づく監督処分を受ける[1]

## 主な事業所
- 本社 - 東京都豊島区
- コールセンター - 東京都荒川区
- 東京支店 - 東京都豊島区
- 横浜支店 - 神奈川県横浜市
- 中部支店 - 愛知県名古屋市
- 関西支店 - 大阪府大阪市

## 関連企業
- 三菱電機
- 三菱電機ビルソリューションズ
- 北海道ビルウェア（旧・札幌営業所）
- 中国ビルウェア（旧・広島支店）
- 九州ビルウェア（旧・福岡営業所）　ほか